# Mont Blanc (berg i Kanada)
Mont Blanc är ett berg i Kanada.   Det ligger i provinsen Québec, i den sydöstra delen av landet, 120 km nordost om huvudstaden Ottawa. Toppen på Mont Blanc är 208 meter över havet.
Terrängen runt Mont Blanc är kuperad åt sydväst, men åt nordost är den platt. Närmaste större samhälle är Mont-Tremblant, 14,8 km nordväst om Mont Blanc. 
I omgivningarna runt Mont Blanc växer i huvudsak blandskog. Runt Mont Blanc är det glesbefolkat, med 14 invånare per kvadratkilometer.